# Arconate
Arconate – miejscowość i gmina we Włoszech, w regionie Lombardia, w prowincji Mediolan.
Według danych na rok 2004 gminę zamieszkiwało 5440 osób, 680 os./km².

## Współpraca
Miejscowość partnerska:
- Lennik, Belgia